# Перкинс, Стефани
Стефани Перкинс (англ. Stephanie Perkins) — американская писательница подростковой литературы.

## Биография
Стефани Перкинс родилась в Южной Каролине, США.
В 2010 году вышел дебютный роман Перкинс «Анна и французский поцелуй» (англ. Anna and the French Kiss).
14 октября 2014 года под редакцией Перкинс вышла антология «12 историй о настоящей любви» (англ. My True Love Gave to Me: Twelve Holiday Stories). Кроме Перкинс, среди авторов рассказов для сборника значатся Холли Блэк, Гейл Форман, Дженни Хан, Дэвид Левитан, Келли Линк, Рейнбоу Рауэлл и Лэйни Тейлор.
Перкинс объявила в «Твиттере» 3 марта 2015 года, что под её редакцией выйдет подростковая антология «Летние дни и летние ночи. 12 историй о настоящей любви» (англ. Summer Days and Summer Nights: Twelve Love Stories), которая будет продолжением антологии «12 историй о настоящей любви». Один из рассказов, вошедших в сборник, написала Перкинс. Среди авторов, написавших рассказы для сборника, — Кассандра Клэр, Вероника Рот и Лев Гроссман. Антология была опубликована в 2016 году.
Перкинс живёт с мужем Джарродом Перкинсом в Ашвилле, Северная Каролина.

### Романы
- 2010 — «Анна и французский поцелуй» (англ. Anna and the French Kiss)
- 2011 — «Лола и соседский парень» (англ. Lola and the Boy Next Door)[7][8][9][10]
- 2014 — «Айла и долго и счастливо» (англ. Isla and the Happily Ever After)[11]
- 2017 — «В твоем доме кто-то есть» (англ. There's Someone Inside Your House)

### Рассказы
- 2014 — «Это Йольское чудо, Чарли Браун» (англ. It’s a Yuletide Miracle, Charlie Brown) в составе сборника «12 историй о настоящей любви» (англ. My True Love Gave to Me: Twelve Holiday Stories)
- 2016 — «Через 90 минут сверните на север» (англ. In Ninety Minutes, Turn North) в составе сборника «Летние дни и летние ночи. 12 историй о настоящей любви» (англ. Summer Days and Summer Nights: Twelve Love Stories)

## Награды
- 2012 — Премия «Listen Up» за роман «Лола и соседский парень»[12]
- 2012 — Премия библиотечной ассоциации за подростковую литературу[англ.] за роман «Лола и соседский парень»[13]